# Mikleuška
Mikleuška is een plaats in de gemeente Kutina in de Kroatische provincie Sisak-Moslavina. De plaats telt 155 inwoners (2001).